# Thomas Mann (Politiker, 1946)

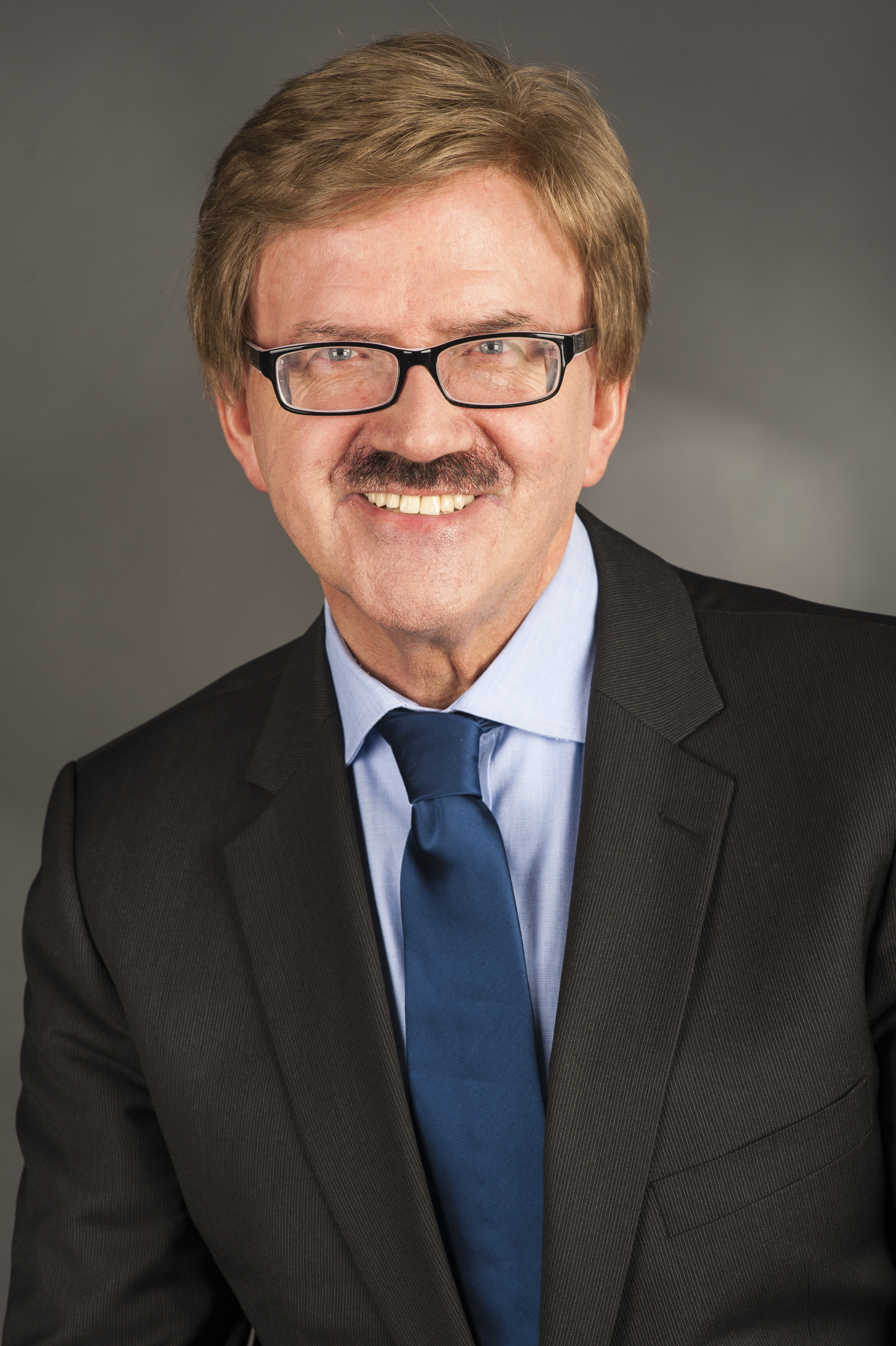
Thomas Mann, 2014

Thomas Mann (* 28. Januar 1946 in Naumburg (Saale)) war von 1994 bis 2019 Europaabgeordneter der CDU für Hessen in der Europäischen Volkspartei. Zur Europawahl 2009 trat Mann als Spitzenkandidat der hessischen CDU an. Er lebt in Schwalbach am Taunus im Main-Taunus-Kreis.

## Leben und Ausbildung
Nach dem Abitur am Neusprachlichen Gymnasium im Jahr 1964 machte Thomas Mann eine Ausbildung als Industriekaufmann. Anschließend arbeitete er 20 Jahre als Juniortexter in Frankfurter Werbe- und Marketingagenturen, Konzeptioner und Texter und schließlich als Kreativdirektor.

## Politik
Schon als Jugendlicher war Thomas Mann politisch aktiv und engagierte sich in der Jungen Union. Er hatte eine Vielzahl von Führungsämtern inne, zuletzt 1975 bis 1979 als Mitglied des Deutschlandrates der JU.
Thomas Mann ist Mitglied der CDU. Auch hier war er in vielen Vorständen aktiv. So war er von 1986 bis 1999 Mitglied des Vorstands der CDU Main-Taunus und davon von 1991 bis 1999 stellvertretender Kreisvorsitzender.
Kommunalpolitisch beteiligte er sich 1985 bis 1998 als Stadtverordneter in seiner Heimatstadt Schwalbach am Taunus. Kandidierte er 2004 auf Platz 2 der Liste, trat er zur Europawahl 2009 als Spitzenkandidat an.
Ein Schwerpunkt seiner Arbeit war das Engagement für die Belange der Arbeitnehmer. Er war 1975–1979 Bundesvorsitzender der Jungen Arbeitnehmerschaft, 1975–1985 Beisitzer im Bundesvorstand der Christlich-Demokratischen Arbeitnehmerschaft (CDA) und ist seit 1977 Bezirksvorsitzender der CDA Untermain.

### Funktionen im Europäischen Parlament
Von 1994 bis 2019 war Thomas Mann Mitglied des Europaparlamentes und war dort 1994–1995 stellvertretender Koordinator im Sonderausschuss für Beschäftigung. 1999–2004 arbeitete er für die EVP-Fraktion als stellvertretender Vorsitzender für den Ausschuss für Beschäftigung und soziale Angelegenheiten. Weiterhin war er Stellvertreter für den Ausschuss für Wirtschaft und Währung und Mitglied der Delegation für die Beziehungen zu den Ländern Südasiens und der Südasiatischen Vereinigung für regionale Zusammenarbeit (SAARC).
Neben dem Interesse für Arbeitnehmerfragen steht das Engagement für Menschenrechte auf der Themenliste von Thomas Mann ganz oben. Seit 1999 war er Präsident der Tibet Intergroup des EP.

### Mitgliedschaften
Mann ist Mitglied der Europa-Union Parlamentariergruppe Europäisches Parlament.

## Sonstige Ämter
Nicht nur im Europäischen Parlament, sondern auch in der Europa-Union Deutschland arbeitet Thomas Mann für die Idee der Europäischen Zusammenarbeit. In der Europa-Union ist er seit 1995 Kreisvorsitzender Main-Taunus, 1996–1998 Stellvertretender Vorsitzender des Landesverbandes Hessen der Europa-Union Deutschlands und seit 1998 Vorsitzender des Landesverbandes Hessen der Europa-Union Deutschlands. Seit 1998 ist er auch auf Bundesebene Mitglied des Präsidiums der Europa-Union und dort seit 2003 stellvertretender Bundesvorsitzender der Europa-Union Deutschlands.
Von 2004 bis 2006 war er Mitglied des Executiv Bureau (Vorstand) der Union Europäischer Föderalisten und ist seit 2004 Mitglied des Rundfunkrates des  Hessischen Rundfunks.

## Trivia
Thomas Mann ist seit 2006 Pate des Wortes Menschlichkeit bei der Aktion Wortpatenschaft des Vereins Deutsche Sprache.

## Auszeichnungen
- 2002 erhielt Mann das Bundesverdienstkreuz für seinen Einsatz zugunsten der Menschenrechte und für sein sozialpolitisches Engagement.